# Daïra d'Ouargla
La daïra d'Ouargla est une circonscription administrative algérienne située dans la wilaya d'Ouargla. Son chef-lieu est situé sur la commune éponyme d'Ouargla.

## Communes
La daïra regroupe les deux communes d'Ouargla et Rouissat.